# Walter Pál Péter
Walter Pál Péter (Budapest, 1996. január 1. –) nemzeti radikális politikus, újságíró és publicista. Jelenleg[mikor?] a European Patriots Unite ügyvezetője. A Mi Hazánk Mozgalom ifjúsági tagozatának, a Mi Hazánk Ifjainak alapítója, 2018-2019 között országos főszervezője és később első elnöke volt.

## Tanulmányai
Budapesten végezte általános iskolai tanulmányait, majd Spanyolországba költözött, ahol a El Limonar International School Villamartín nemzetközi iskolában tanult, majd az IES Playa Flamenca állami középiskolában folytatta tanulmányait. Leginkább nemzetközi politikával és nyelvtanulással foglalkozott. Ezután Svájcban a Scola Vinavon Formation Surselva iskolában tanult német nyelvet és informatikát, ahol ECDL diplomát szerzett, majd később gasztronómia szakemberként szerzett diplomát a GIBS Solothurn intézményben, majd borszakértésből másodfokú mesterképzést a Wine and Spirit Education Trust-nál.
A magyar anyanyelvi szint mellett felsőfokú nyelvvizsgája van angol és spanyol nyelvekből és középfokú nyelvvizsgája német nyelvből.
Az International Business Management Institute-ban nemzetközi politikai ismeretekből, marketingből és kommunikációból szerzett szakképesítést.

## Politikai pályája
Már nagyon fiatal korában érdekelte a politika, de aktívan csak 2015-ben kezdett el politizálni, akkoriban a még nemzeti radikális Jobbik Magyarországért Mozgalomban, ahol 2016 és 2018 között svájci szervezői tisztségben tevékenykedett. Legfőképp a nyugatra vándorolt magyarok problémáival foglalkozott, melyeknek egyik legfontosabb része a külföldön élő magyarok levélben szavazási jogának kiharcolása és a nemzetben való gondolkodás más országokban való népszerűsítése volt. Emellett igyekezett a Jobbik képviseletében a lehető legjobb nemzetközi kapcsolatokat kiépíteni.
2018. május 25-én Dúró Dóra kizárása után elsőként lépett ki a Jobbikból, ezzel megindítva egy hatalmas kilépési hullámot, hiszen elmondása szerint a Jobbik akkor már elhatárolódott a nemzeti értékek képviseletétől.
Legfiatalabb politikusként vett részt a Mi Hazánk Mozgalom megalapításában, aminek zászlóbontására hivatalosan 2018. június 23-án, Ásotthalmon került sor.
A mozgalomban először kommunikációs fő munkatársi, külhoni, külföldi és egyéb szervezési feladatokat látott el. A párt 2018. október 23-ai rendezvényén felszólalásában ismertette ifjúsági tagozatuk Küldetésnyilatkozatát. A párt elnöksége ifjúsági tagozatuk, a Mi Hazánk Ifjai országos főszervezőjének nevezte ki, így középvezetői tisztséget látott el a mozgalomban. Az ifjúsági szervezetben toborzási és szervezési feladatokat látott el és a jövő jobboldali politikusainak kinevelésén dolgozott. Emellett nemzetközi kapcsolatokat épített más jobboldali pártokkal és szervezetekkel. Szoros kapcsolatot ápol a svájci, nemzeti radikális párttal a PNOS-al, melynek 2018. december 1-jei pártrendezvényén fel is szólalt, majd egy interjúban mutatta be pártja politikai céljait.

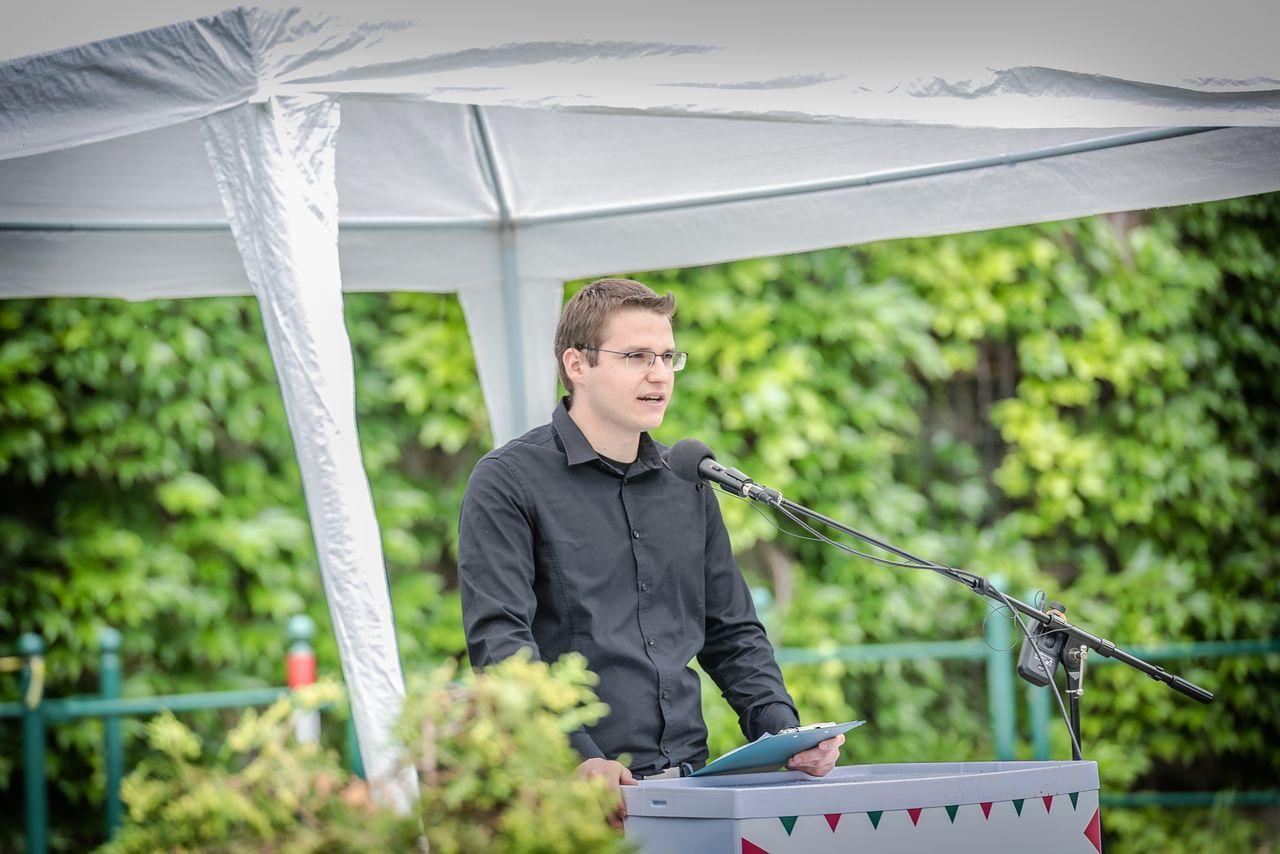
Beszéd a Nemzeti Légió zászlóbontásán – Szeged

Egyik legfontosabb céljának tartja az általa úgy nevezett „LMBT lobbi“ Magyarországon való felszámolását. A 2019-es évben több Budapest Pride rendezvényt zavart meg társaival. Legradikálisabb megmozdulásai közé tartozik, amikor Szegeden egy roma LMBTQ rendezvényt zavart meg a Mi Hazánk Ifjaival.
2019. januárjában megosztott egy fotót a közösségi médiában, amelyen náci karlendítéssel látható a Mi hazánk több szimpatizánsa.
2019. május 18-án társszervezője volt a brüsszeli tömeges migráció elleni tüntetésnek Gaudi-Nagy Tamással és Budaházy Eddával amit az Európai Parlament épülete előtt tartottak meg, és ahol kilenc nemzet képviseltette magát.
2019. június 1-jén a Mi Hazánk Ifjainak elnökeként mondott beszédet a Nemzeti Légió alakulásán Szegeden.
2019. június 20-án a lengyel Łódź városban nemzetközileg mutatta be Toroczkai László pártelnök munkásságát és a Mi Hazánk Mozgalmat.
A 2019. október 13-ai önkormányzati választáson Kecskemét 7-es számú egyéni választókerületében a Mi Hazánk Mozgalom színeiben indult, ahol a szavazatok 6,52 százalékát, 163 voksot kapott.
2019. október 23-án a Mi Hazánk Mozgalom központi rendezvényén mondott beszédet a Mi Hazánk Ifjai elnökeként.
2020. március 18-án kilépett a Mi Hazánk Mozgalomból.
2020. nyarán alapító tagként vett részt a European Patriots Unite civil egyesület megalapításában. Jelenleg az egyesület ügyvezetője.
A 2021-es Budapest Pride legnagyobb ellentüntetését szervezte meg egyesületével, a European Patriots Unite-tal.

## Újságírói pályája
Főszerkesztője volt a Svájci Magyar Nemzeti Televíziónak, amely a Svájcban élő magyarok életével, helyi vállalkozások és a nemzetben gondolkozó szervezetek bemutatásával foglalkozott. Interjút készített László Attilával, a Magyar Önvédelmi Mozgalom vezetőjével és László Balázzsal, az egykori Erő és Elszántság alelnökével.
Szerkesztője volt a Patriota.info jobboldali hírportálnak és a Szent Korona Rádiónak, amely hírportáloknál leginkább pártpolitikai és nemzetközi témákban publikált. Részletesen foglalkozott a közösségi oldalak cenzúrájával, azok közül a legtöbbet a Facebook-al, melynek algoritmusának kijátszására megannyi ötlettel szolgált a jobboldali olvasóknak.
Egyes publicisztikáit a Vadhajtások jobboldali hírportál tette közzé.
2020. augusztusában elindította a Beszélgessünk őszintén! elnevezésű vlog-sorozatot, amely fiatal, patrióta hangnemben beszéli ki a közéleti és politikai viszonyokat jobboldali beállítottságú vendégeivel.
2020. november 28-án egy tíz szereplős, "Keresztény ellenállás" elnevezésű TikTok videóban szervezett közös projektet, ahol a sátánista tartalmak ellen szólaltak fel közösen a keresztény felhasználók.
2021. nyarán ismertebb jobboldali fiatalokkal közösen szervezte meg a "TikTok Jobboldali ellenállás" elnevezésű projektet, ahol a fiatalok értékrendjüket mutatták be.